# Thelma Houston
Thelma Houston, geboren als Thelma Jackson (Leland, 7 mei 1946), is een Amerikaanse r&b- en discozangeres en actrice. Haar grootste hit Don't Leave Me This Way was begin 1977 een wereldwijde hit, won een Grammy en groeide uit tot een van de grootste discoklassiekers aller tijden.

## Biografie

### Jeugd en opleiding
Thelma Houston (geen familie van Whitney Houston) groeide op in eenvoudige omstandigheden. Haar moeder werkte als katoenplukster om Thelma en haar drie zusters te onderhouden. In haar jeugd verhuisde de familie naar Californië. Houston voltooide de highschool, trouwde en kreeg twee kinderen. Het huwelijk werd later ontbonden.

### Carrière

#### Jaren 60
Haar eerste professionele muzikale stappen zette ze tijdens de jaren 1960 in de gospelband The Art Reynolds Singers. In 1966 tekende ze haar eerste solocontract bij Capitol Records en publiceerde daar de beide niet geslaagde singles Baby Mine (1966) en Don't Cry, My Soldier Boy (1967). De toenmalige manager van The 5th Dimension, Marc Gordon, was zo onder de indruk van haar stem, dat hij haar in 1969 een contract bezorgde bij ABC/Dunhill Records. Sterproducent en songwriter Jimmy Webb, die ook met The 5th Dimension had gewerkt, was in datzelfde jaar verantwoordelijk voor haar debuut-lp Sunshower. Tot op Jumpin' Jack Flash van The Rolling Stones na schreef hij alle songs voor Thelma, die hij in de albumtekst kenmerkte als het buitengewoonste talent dat hij ooit tegengekomen was. Desondanks had het werk geen succes.

#### Jaren 70

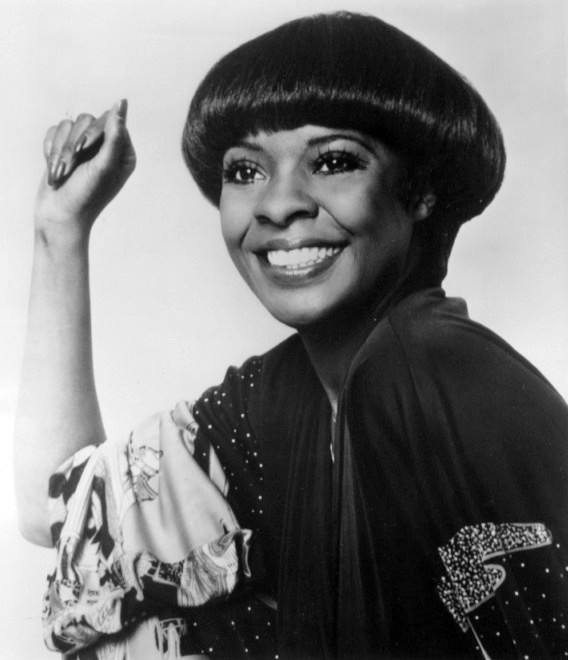
Thelma Houston in 1977

In 1971 tekende Houston een contract bij het Motown-sublabel Mowest, waar ze enkele singles en haar tweede lp Thelma Houston (1972) publiceerde. Het label werd in 1973 opgedoekt en Houston verhuisde naar het hoofdlabel Motown. In 1974 behaalde ze succes met het nummer You've Been Doing Wrong For So Long, dat de 64e positie bereikte op de R&B-hitlijst. De opname werd genomineerd voor een Grammy Award. Haar beroemdste song Don't Leave Me This Way, van Harold Melvin & The Blue Notes, was aan het begin van 1977 een nummer 1-hit in de Amerikaanse pop- en r&b-hitlijst. In 1978 kreeg ze een Grammy Award voor "Best Female R&B Vocal Performance".

#### Jaren 80-recent
Tot die tijd behoorde Houston tot de meest gevraagde disco-queens. Haar grootste hit kon ze echter niet meer evenaren. Tot haar verdere successen tellen Saturday Night, Sunday Morning (1979) en You Used to Hold Me So Tight (1984). In 1980 werkte ze opnieuw samen met Jimmy Webb. De lp Breakwater Cat bevatte vijf van zijn composities en bovendien was hij uitvoerend producent van het album. In 1998 had ze een zangoptreden in de film Studio 54, die de geschiedenis van de legendarische New Yorkse discotheek vertelt. Ze vertolkte Have Yourself a Merry Little Christmas en voegde voor de soundtrack haar grootste hit Don't Leave Me This Way toe. Deze werd in 2004 in de nieuw opgerichte Dance Music Hall of Fame opgenomen. In het daaropvolgende jaar won Houston een editie van de comeback-show Hit Me, Baby, One More Time van de Amerikaanse televisiezender NBC.
In 2007 verscheen haar tot dusver laatste album A Woman's Touch, dat uitsluitend songs bevatte, die oorspronkelijk door mannelijke vertolkers waren opgenomen. Datzelfde jaar deed ze mee aan het Divas of Disco-concert dat in 2010 op cd en dvd uitkwam.
Houston treedt nog steeds regelmatig op. In 2016 presenteerde ze haar programma Thelma Houston: Motown, Memories & Me!

## Discografie

### Hitlijsten
| Single met eventuele hitnotering(en) in de Nederlandse Top 40 | Datum van verschijnen | Datum van binnenkomst | Hoogste positie | Aantal weken | Opmerkingen |
| ------------------------------------------------------------- | --------------------- | --------------------- | --------------- | ------------ | ----------- |
| Don't Leave Me This Way                                       | 1976                  | 12-03-1977            | 4               | 10           |             |
| I'm Here Again                                                | 1977                  |                       | tip11           |              |             |
| If You Feel It                                                | 1981                  |                       | tip17           |              |             |
| You Used to Hold Me So Tight                                  | 1984                  |                       |                 |              |             |

### Albums
Dunhill
- 1969: Sunshower

Motown
- 1972: Thelma Houston
- 1976: Any Way You Like It
- 1977: Thelma & Jerry (met Jerry Butler)
- 1978: The Devil in Me
- 1978: Ready to Roll
- 1978: Two to One (met Jerry Butler)
- 1979: Ride to the Rainbow
- 1982: Reachin' All Around

Sheffield Lab
- 1975: I've Got the Music in Me (met Pressure Cooker)

RCA
- 1980: Breakwater Cat
- 1981: Never Gonna Be Another One

MCA
- 1983: Thelma Houston
- 1984: Qualifying Heat

### NPO Radio 2 Top 2000
| Nummer met noteringen in de NPO Radio 2 Top 2000 | '99  | '00  |
| ------------------------------------------------ | ---- | ---- |
| Don't Leave Me This Way                          | 1652 | 1596 |

1. ↑  Een vetgedrukt getal geeft de hoogste notering aan.
2. ↑  Deze tabel is bijgewerkt tot en met de laatste editie (2024).

- Bibliothèque nationale de France: cb138953523 (data)
- Gemeinsame Normdatei: 134411412
- International Standard Name Identifier: 0000 0001 2019 8729
- Library of Congress Control Number: n92080245
- MusicBrainz: cb327970-cf95-4f2d-91db-b1b787aa51f9
- Nationale Bibliotheek van Tsjechië: xx0137329
- Nederlandse Thesaurus van Auteursnamen: 071005072
- Virtual International Authority File: 118149294083380520524